# 博拉峰
博拉峰（英語：Borah Peak），又名博拉山（Mount Borah）、美丽峰（Beauty Peak）是美国爱达荷州最高的山峰，也是美国本土最高的山峰之一。它位于迷河山岭中段、卡斯特縣东部的萨门-夏利斯国家森林内。